# Karenztag
Karenztag(e) bezeichnet die tageweise Freistellung von (meist arbeitsrechtlichen) Verpflichtungen aus besonderen Gründen. Insoweit handelt es sich auch um ein Instrument zur Ausgestaltung der Lohnfortzahlung im Krankheitsfall. Gründe für die Gewährung eines Karenztages können aber auch andere wichtige Ereignisse, wie etwa Geburt oder Hochzeit oder die Fürsorge eines Kindes im Krankheitsfall sein. Die Gewährung von Karenz kann im Einzelfall auch unabhängig einer Begründung erfolgen.
Soweit ein Karenztag genommen wird, ist der Arbeitgeber häufig von der Verpflichtung zur Lohnfortzahlung befreit.

## Rechtslage (Deutschland)
In Deutschland gibt es grundsätzlich keinen Anspruch auf Karenztage im Krankheitsfall. Stattdessen wird der Arbeitnehmer von seiner Pflicht zur Arbeit frei und erhält vom ersten Krankheitstag an weiter sein Gehalt, § 3 Abs. 1 S. 1 Entgeltfortzahlungsgesetz. Davon unabhängig können Karenztage arbeitsvertraglich oder tariflich gesondert vereinbart werden; ob in diesem Falle ein Anspruch auf den Arbeitslohn besteht, hängt von der jeweiligen Regelung ab.
Bei der Pflicht zur Vorlage einer ärztlichen Arbeitsunfähigkeitsbescheinigung innerhalb von drei Kalendertagen gem. § 5 Abs. 1 S. 2 EFZG handelt es sich nicht um eine Karenztagregelung.

Für historische Regelungen in Deutschland siehe Geschichte der Entgeltfortzahlung im Krankheitsfall in Deutschland.

## Karenztage im Krankheitsfall

### Gründe für Karenztage im Krankheitsfall
Die Entgeltfortzahlung im Krankheitsfall impliziert die Versuchung (Moral Hazard), sich krankzumelden und eine gewisse Zeit nicht zur Arbeit zu gehen, obwohl man nicht oder nur geringfügig krank ist („Blaumachen“).
Nach dem dritten Kalendertag (Wochenende mit eingerechnet) Kranksein muss der Arbeitnehmer dem Arbeitgeber eine ärztliche Arbeitsunfähigkeitsbescheinigung vorlegen.
Befürworter von Karenztagen sehen in den je nach Wochentag unterschiedlichen Krankenquoten ein Indiz dafür, dass nicht alle Arbeitnehmer, die sich krankmelden, tatsächlich krank sind.
Über die Karenztage tragen die Arbeitnehmer selbst die Kosten der ersten Krankheitstage. 
Befürworter prognostizieren durch einen Karenztag oder Karenztage eine Senkung der Lohnnebenkosten (zu denen die Lohnfortzahlung zählt); dies könne zu Wirtschaftswachstum und Beschäftigung beitragen.

### Gründe gegen Karenztage
Gegner von Karenztagen befürchten, dass kranke Menschen durch Karenztage von notwendigen Arztbesuchen und notwendiger Schonung abgehalten werden und aus finanziellen Gründen krank zur Arbeit kommen. Krankheiten würden so verschleppt und verschlimmert. Insbesondere Patienten mit niedrigem Einkommen könnten es sich nicht mehr leisten, eine Krankheit auszukurieren. Dies führe zu Folgekosten im Gesundheitssystem.
Sind Arbeitnehmende verpflichtet, bei jedem Unwohlempfinden und/oder Krankheitsempfinden den Arzt aufzusuchen, werden sie von ihren Hausärzten für mehrere Tage arbeitsunfähig krankgeschrieben, um Gesundheitsrisiken auszuschließen. Insgesamt erhöhen sich dadurch sowohl die gesellschaftlichen Kosten durch vermehrte Arztbesuche als auch die betrieblichen Kosten für attestierte krankheitsbedingte Fehlzeiten.